# Nora Tschirner

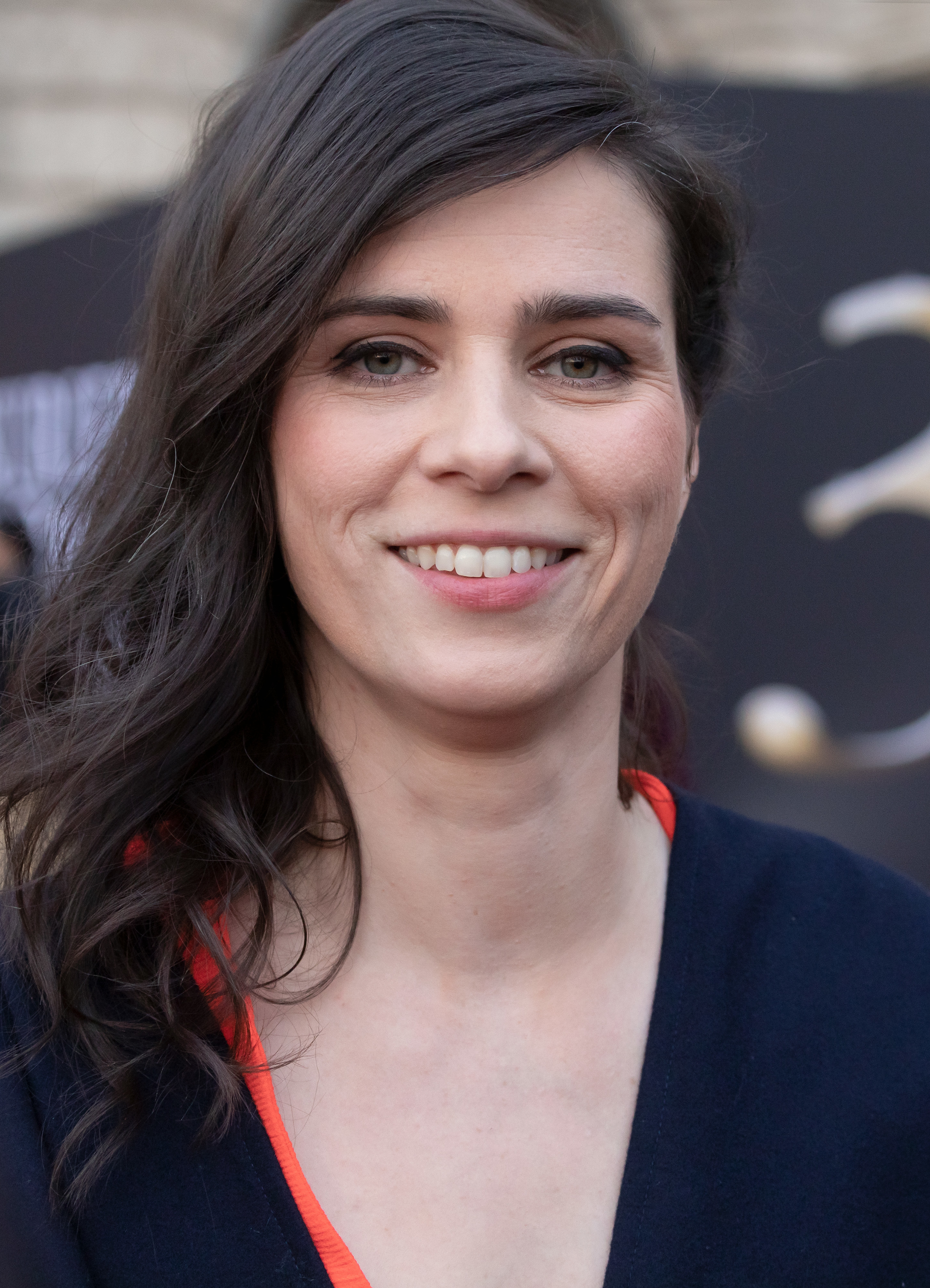
Nora Tschirner (2019)

Nora Marie Tschirner (* 12. Juni 1981 in Ost-Berlin) ist eine deutsche Schauspielerin und Regisseurin.
Ihren Durchbruch feierte sie 2007 durch ihre Rolle im Film Keinohrhasen sowie in dessen Fortsetzung Zweiohrküken im Jahr 2009. Einem breiteren Publikum wurde sie durch Filme wie SMS für Dich und Wunderschön bekannt.

## Leben
Nora Tschirner wurde in Berlin geboren und wuchs dort mit ihren zwei älteren Brüdern auf. Ihr Vater ist der Regisseur Joachim Tschirner und ihre Mutter ist die Journalistin Waltraud Tschirner. In ihrer Schulzeit engagierte sie sich in verschiedenen Theatergruppen, wodurch sie ihre erste Rolle vor der Kamera, in der Fernsehserie Achterbahn, bekam. 2000 absolvierte sie ihr Abitur. Im Anschluss studierte Tschirner ein Semester lang Islamwissenschaften. Das Bachelor-Studium brach sie jedoch ab, da es mit ihrer schauspielerischen Karriere kollidierte.
Nora Tschirner setzt sich öffentlich für Entwicklungsländer sowie Frauenrechte und gegen falsche Schönheitsideale in den sozialen Medien ein.
Nora Tschirner hat ein Kind (* 2013) und lebt in Berlin. Sie leidet seit ihrem achtzehnten Lebensjahr an Depressionen, worüber sie auch in Interviews spricht.

## Karriere

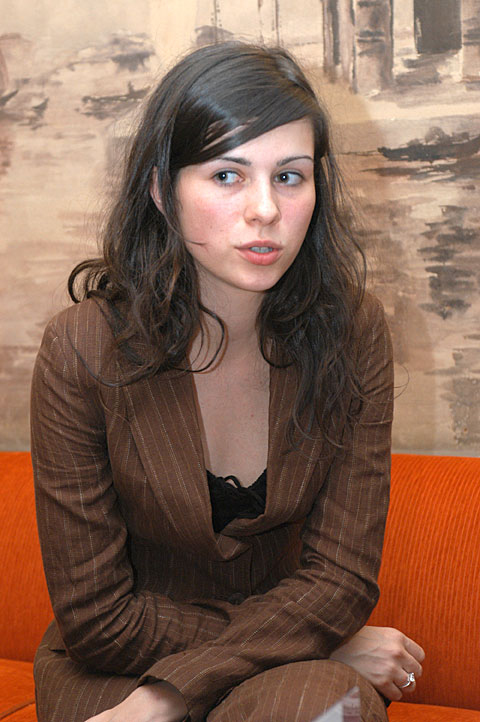
Tschirner bei der Premiere des Films Soloalbum, 2003

### Moderation
Tschirner bewarb sich 2001 erfolgreich, im Rahmen eines Castings, als Moderatorin bei MTV Germany, wo sie ab April 2001 arbeitete und 2004 die Show Ulmens Auftrag organisierte. 2007 moderierte sie die First Steps Awards.

### Schauspiel
Ihre erste Erfahrungen, als Schauspielerin vor der Kamera, sammelte Nora Tschirner bereits 1997 in der Fernsehserie Achterbahn. Zwischen 2001 und 2007 hatte sie mehrere Rollen in verschiedenen Film und Fernsehprojekten, darunter Wie Feuer und Flamme (2001), Sternenfänger (2002) und Löwenzahn (2007).
Im Jahr 2007 feierte Tschirner ihren Durchbruch in Til Schweigers Komödie Keinohrhasen. 2009 spielte sie unter anderem in Vorstadtkrokodile, Wickie und die starken Männer und der Fortsetzung zu Til Schweigers Erfolgsfilm; Zweiohrküken. 2011 spielte sie in der Fernsehserie Doctor’s Diary.
Ihr Regiedebüt gab sie 2012 mit dem Dokumentarfilm Waiting Area. Von 2013 bis September 2021 war sie fester Bestandteil der Fernsehserie Tatort.
Karoline Herfurth besetzte Nora Tschirner 2016, für ihr Regiedebüt SMS für Dich, in der Rolle der Katja. Ebenfalls 2016 erschien der Film Embrace – Du bist schön, den Nora Tschirner mit produzierte.
Am 12. September 2019 erschien der Film Gut gegen Nordwind in den deutschen Kinos. Tschirner übernahm neben Alexander Fehling eine der Hauptrollen. 2022 war Tschirner in Karoline Herfurths Kinofilmen Wunderschön und Einfach mal was Schönes sowie in Over & Out von Julia Becker zu sehen. 2023 spielte sie neben Frederick Lau im Kinofilm One for the Road. 2024 in der Komödie Chantal im Märchenland von Bora Dagtekin.
Seit Februar 2025 ist sie im Drama Wunderschöner von Karoline Herfurth zu sehen. Nora Tschirner war, wie beim Vorgänger Wunderschön, auch als Creative Producer beteiligt.

### Regie
Nora Tschirner gab ihr Regiedebüt 2012 mit dem Dokumentarfilm Waiting Area. Zudem führte sie Regie bei den beiden Musik-Videos Bis einer geht und Sophie Marceau ihrer damaligen Band Prag.

### Musik

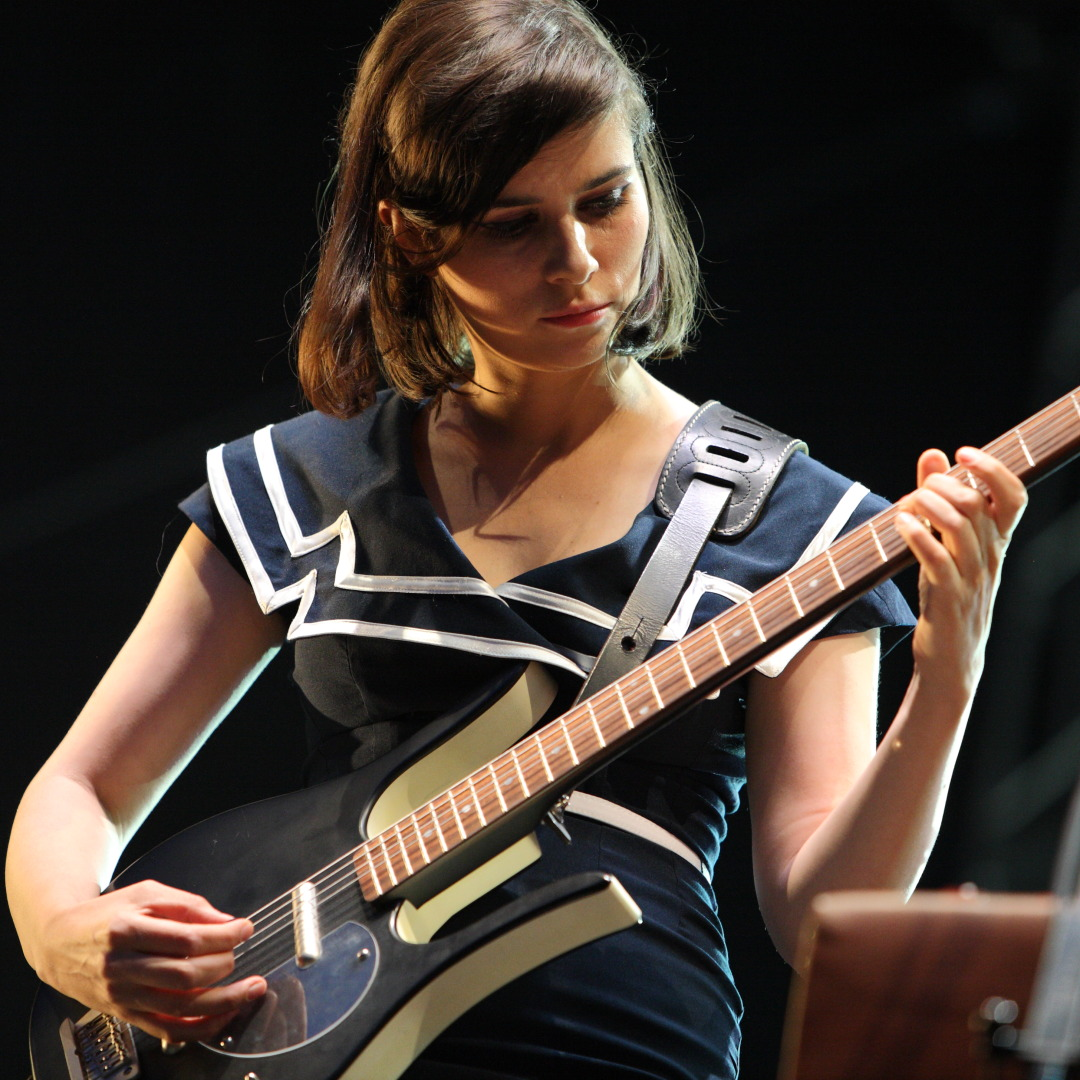
Tschirner bei einem Auftritt der Band Prag, 2014

Tschirner arbeitete 2003 mit der Band Olli Schulz und der Hund Marie für deren Album Brichst Du mir das Herz, dann brech’ ich Dir die Beine. Darüber hinaus ist sie in Das ewige Date und am Ende des Lieds Küss mich schnell, bevor Du platzt zu hören. Außerdem ist sie im Musikvideo Single Secrets der Band OneRepublic zu sehen. Am 21. Juni 2008 hatte sie einen Gastauftritt für die Band Randgruppencombo.
Von 2012 bis 2015 war Tschirner neben Erik Lautenschläger und Tom Krimi Mitglied in der Band Prag, in der sie Gitarre spielte und sang.
Im Jahr 2022 war Tschirner, verkleidet als Ork, Teil der Fernsehserie The Masked Singer. Sie belegte den vierten Platz.

## Filmografie

### Fernsehen
- 1996: Achterbahn (ZDF, Folge: Der Ferienjob)
- 2002: Sternenfänger (ARD)
- 2002: Abschnitt 40 (RTL, Folge: Samstagskisten)
- 2004: Ein starkes Team: Sicherheitsstufe 1 (ZDF)
- 2004–2006: Ulmens Auftrag (MTV)
- 2006: Die ProSieben Märchenstunde: Hans im Glück – Tauschrausch im Märchenland (ProSieben)
- 2007, 2011: Ijon Tichy: Raumpilot (ZDF)
- 2007: Das letzte Stück Himmel (ARD)
- 2007: Löwenzahn (ZDF, Folge: Sonnenenergie – Strom für die Finsternis)
- 2009: Sesamstraße (ARD, Folge 2472)
- 2011: Doctor’s Diary (RTL, Folge: Skandal! Hochzeitsnacht zu dritt)
- 2013: Tatort: Die Fette Hoppe
- 2014: Die unwahrscheinlichen Ereignisse im Leben von Nora Tschirner (WDR Fernsehen)
- 2015: Tatort: Der Irre Iwan
- 2016: Tatort: Der treue Roy
- 2017: Tatort: Der scheidende Schupo
- 2017, 2019: jerks. (Folgen: Braindead & Babas Tod)
- 2017: Tatort: Der wüste Gobi
- 2018: Tatort: Der kalte Fritte
- 2018: Tatort: Die robuste Roswita
- 2018: Arthurs Gesetz
- 2019: Tatort: Der höllische Heinz
- 2019: Tatort: Die harte Kern
- 2020: Tatort: Der letzte Schrey
- 2021: Tatort: Der feine Geist
- 2021: Luke! Die Schule und ich
- 2021: The Mopes (TNT Comedy)
- 2021: 42 – Die Antwort auf fast alles (Sprecherin)
- 2022: The Masked Singer (Ork)
- 2024: Hast Du Töne?

### Kino
- 2001: Wie Feuer und Flamme
- 2003: Soloalbum
- 2004: Kebab Connection
- 2006: FC Venus – Angriff ist die beste Verteidigung
- 2006: Nichts geht mehr (Kurzfilm)
- 2006: Das Konklave
- 2007: Alice im Niemandsland (Kurzfilm)
- 2007: Keinohrhasen
- 2008: La noche que dejó de llover
- 2009: Mord ist mein Geschäft, Liebling
- 2009: Vorstadtkrokodile
- 2009: Wickie und die starken Männer
- 2009: Zweiohrküken
- 2010: Vorstadtkrokodile 2
- 2010: Hier kommt Lola!
- 2010: Nullpunkt (Kurzfilm)
- 2010: Bon appétit
- 2011: Vorstadtkrokodile 3
- 2011: What a Man
- 2011: Ein Tick anders
- 2012: Offroad
- 2012: Das Pferd auf dem Balkon
- 2012: Waiting Area
- 2013: Everyone’s going to die
- 2013: Liebe und andere Turbulenzen (Girl on a Bicycle)
- 2014: Alles ist Liebe
- 2015: Macho Man
- 2016: Gut zu Vögeln
- 2016: SMS für Dich
- 2016: Embrace – Du bist schön
- 2019: Gut gegen Nordwind
- 2022: Wunderschön
- 2022: Over & Out
- 2022: Einfach mal was Schönes
- 2023: One for the Road
- 2024: Chantal im Märchenland
- 2025: Wunderschöner

### Synchronisation
- 2006: Sara Forestier in Asterix und die Wikinger (als Abba)
- 2010: Emma Stone in Marmaduke (als Lucy)
- 2012: Kelly Macdonald in Merida – Legende der Highlands (als Merida)
- 2013: Tomb Raider (Videospiel; als Lara Croft)[17]
- 2013: Amy Poehler in Free Birds – Esst uns an einem anderen Tag (als Jenny)
- 2016: Katie Crown in Störche – Abenteuer im Anflug (als Tulip)
- 2017: Demi Lovato in Die Schlümpfe – Das verlorene Dorf (als Schlumpfine)
- 2019: Greta Lemke in Trüberbrook[18]

## Hörbücher
- 2013: Amy Silver: Du und ich und all die Jahre, Random House Audio, ISBN 978-3-8371-2503-0
- 2015: Elizabeth Little: Mördermädchen (gemeinsam mit Oliver Siebeck), der Hörverlag, ISBN 978-3-8445-1934-1
- 2022: Judith Holofernes: Die Träume anderer Leute, Lübbe Audio, ISBN 978-3-7540-0541-5 (Hörbuch-Download)

## Auszeichnungen
- 2008:
  - Bambi (Medienpreis) in der Kategorie Film National für Keinohrhasen[19]
  - Deutscher Comedypreis als Beste Schauspielerin
  - Undine Award als Beste jugendliche Komödiantin in Keinohrhasen
- 2009:
  - Jupiter als Beste deutsche Darstellerin in Keinohrhasen
- 2011:
  - Wild And Young Award als Beste Schauspielerin
- 2013:
  - Nominiert für Deutscher Animations-Sprecherpreis des Internationalen Trickfilm-Festivals Stuttgart für die Synchronisation der Merida in Merida – Legende der Highlands
- 2015:
  - Romy als Beliebteste Schauspielerin Serie/Reihe
- 2016:
  - Jupiter als Beste deutsche Darstellerin in Tatort: Der Irre Iwan[20]
- 2017:
  - Goldene Erbse

### Interviews
- Rebecca Casati: „Ostkinder sind sozialer“. In: Süddeutsche Zeitung. 17. Mai 2010.
- Dominik Schütte: Nora Tschirner: „Ich bin blond!“ In: GQ. 2. November 2010, archiviert vom Original (nicht mehr online verfügbar) am 4. November 2010.
- David Denk: „Intelligent gucken ist kein Problem“. In: Die Tageszeitung, Ausgabe West. 24. November 2010.
- Mariam Schaghaghi: Nora Tschirner über Privatsphäre: „Ich werde juristisch sehr bissig“. In: Spiegel Online. 27. November 2014.
- Denis Mohr: „Bei Wikipedia stehen falsche Sachen über mich“. In: t-online.de. 10. Oktober 2016.
- Christoph Amend, Jochen Wegner: Nora Tschirner, warum erziehen wir unsere Kinder falsch? In: Alles gesagt? Interviewpodcast von Zeit Online. 23. September 2021.